# Mission: Possible
Pour plus de détails, voir Fiche technique et Distribution.
Mission: Possible (hangeul : 미션 파서블 ; RR : Mi-syeon pa-seo-beul) est une comédie d'action sud-coréenne écrite et réalisée par Kim Hyeong-joo et sortie en 2021 en Corée du Sud. Basée sur la franchise Mission impossible (en) de Bruce Geller, elle suit les aventures comiques d'un duo d'agents secrets.
Elle totalise presque 450 000 entrées au box-office sud-coréen de 2021.

## Synopsis
Le Ministère chinois de la Sécurité de l'État reçoit des informations vitales sur une livraisons d'armes  de la Chine vers la Corée du Sud. Une officier débutante nommée Wong Iring (Lee Seon-bin (en)) est envoyée enquêter et démanteler ce trafic d'armes. Son plan est d'infiltrer la Corée sous le nom de Yoo Dae-hee et de rencontrer un agent spécial coréen, mais elle finit par rencontrer un policier et ancien agent du NIS nommé Woo Soo-han (Kim Young-kwang). Dae-hee lui parle de sa mission et lui présente la cible : Chem Park Du-sik, un importateur chinois de terres rares impliqué dans le trafic d'armes. Le duo le suit alors jusqu'à un café de Gangnam.
Après une danse sens dessus dessous, le duo parvient à dérober son téléphone avant de le lui redonner en cachette. Du-sik reçoit un appel et, tout en discutant avec quelqu'un, se fait tuer par une fléchette et sa mort est simulée comme une crise cardiaque . Le lendemain, Soo-han et Dae-hee apprennent que le chef de la mafia a été abattu alors qu'il quittait son club. Après avoir interrogé une diseuse de bonne aventure, le duo se dirige vers le rival du patron de la mafia, mais est attaqué par des hommes masqués. Soo-han et Dae-hee s'échappent, mais réussissent avant à récupérer le téléphone du chef de la mafia.
Avec l'aide d'un pirate informatique, le duo parvient à l'adresse du chef où ils le trouvent mort et en déduisent qu'il a été tué il y a 3 jours. Le duo découvre son identité sous le nom de Kim Yeong-gu, le chef de la sécurité de Mugwang International, et découvre également l'identité de son directeur exécutif Jeon-hoon (Oh Dae-hwan (en)). Soo-han se souvient que Jeon-hoon était celui qui avait menacé Du-sik d'après la fouille de son téléphone. Le duo apprend qu'une fête a lieu à l'hôtel Alvin le lendemain où il se rend. Bien qu'il sache que Jeon-hoon est leur tueur en chef, la mafia conclut une vente d'armes à minuit. Soo-han et Dae-hee sont découverts et capturés, puis amenés à Jeon-hoon, qui ordonne à Soo-han de tuer des policiers dans un poste de police local en échange de la vie de Dae-hee.
Soo-han est escorté au poste de police, mais il échappe aux hommes de Jeon-Hoon et retourne à l'hôtel, pour découvrir que Dae-hee a été emmenée autre part. La police arrête Soo-han qui reçoit la visite du NIS et apprend la véritable identité de Dae-hee et qu'elle est abandonnée en « sacrifice » pour mourir dans la mission. Soo-han s'échappe de la police et rejoint le lieu où se négocie l'accord entre Jeon-hoon et la mafia. Soo-han libère Dae-hee et tue Xia-rong, l'un des frères de l'assassin Da-rong, qui alerte tous ses hommes. Soo-han et Dae-hee parviennent finalement à neutraliser tous les gangsters, y compris Da-rong et Jeon-hoon.
Plus tard, Soo-han est arrêté, mais se voit proposer un accord par le NIS et le Ministère chinois de la Sécurité de l'État de devenir un agent secret en échange de sa libération. Il accepte et est envoyé en Russie avec Dae-hee pour leur prochaine mission.

## Fiche technique
- Titre original : 미션 파서블
- Titre international : Mission: Possible
- Réalisation et scénario : Kim Hyeong-joo
- Photographie : Nam Hyeon-u
- Montage : Heo Seon-mi
- Société de production : Gnosis Company
- Société de distribution : Merry Christmas Company
- Pays d’origine :  Corée du Sud
- Langue originale : coréen
- Format : couleur
- Genre : Comédie d'action
- Durée : 105 minutes
- Date de sortie :
  - Corée du Sud : 17 février 2021
  - Japon : 21 mai 2021
  - Taïwan : 29 octobre 2021
  - Cambodge : 24 décembre 2021

## Distribution
- Lee Seon-bin (en) : Wong Iring/Yoo Da-hee[1]
- Kim Young-kwang : Woo Soo-han[2]
- Oh Dae-hwan (en) : Jeon-hoon
- Kim Tae-hoon (en) : Shin Ki-roo
- Seo Hyeon-cheol (en) : le chef de la police
- Choi Byeong-mo (en) : le chef de l'équipe Cha Oh
- Na Kwang-hoon : le directeur du Ministère chinois de la Sécurité de l'État
- Seo Beom-sik : le chef de la mafia
- Woo Kang-min : le chef des mercenaires coréens
- Jang Se-ah
- Park Ji-yeon : la policière
- Julien Kang (en) : Yoo Ri
- Lee Do-gyeom (en) : un membre du personnel de l'hôtel
- Shin Hye-jeong
- Hwang Jung-min : Dorothy
- Hong Seok-cheon : lui-même
- Jang Won-young : un docteur
- Kim Ho-young : une diseuse de bonne aventure

## Production

### Distribution
Le projet débute en juin 2019 et Lee Seon-bin (en) et Kim Young-kwang sont annoncés pour tenir les rôles principaux,.

### Tournage
Le tournage commence le 5 septembre 2019 et se termine le 4 décembre.

## Réception

### Box-office
Le film sort le 17 février 2021 sur 930 écrans et atteint la première place du box-office coréen pour la première semaine de sa sortie, rassemblant 26 000 spectateurs le premier jour, 23 000 le deuxième, 23 965 le troisième, 53 445 la quatrième, 52 969 le cinquième, 18 558 le sixième et 18 321 le septième, portant le nombre total d'entrées à 217 766.
Selon les données du Conseil du film coréen, il occupe la 11e place parmi tous les films coréens sortis en 2021, avec des recettes de 3,56 millions de dollars américains et 447 111 entrées au 11 décembre 2021

### Critiques
Sur Naver Movie Database, le film obtient la note de 8,41.